# Morro de São Bento
El Morro de São Bento (en español: cerro de San Benito) es un accidente geográfico de la ciudad de Río de Janeiro, Brasil. Es una colina sobre la que, a fines del XVI, se instaló el Monasterio de San Benito que aún sigue en pie. En los siglos siguientes se construyó, en la cima del morro, la iglesia de Nuestra Señora del Monte Serreado (1633) y de los edificios del monasterio incluyendo el claustro (mediados del siglo XVIII). 
El morro fue un punto de referencia importante del urbanismo de la ciudad en la época colonial ya que formaba parte del cuadrilátero inicial donde se estableció el centro inicial de la urbe. Los otros tres morros que marcaban ese espacio eran: el morro do Castelo al sur, el morro de Santo Antônio al oeste y el morro da Conceição al norte. La principal vía de la ciudad en esos años, llamada rua Direita (actual rúa Primero de Marzo) fue abierta a fines del siglo XVI para unir el morro de São Bento con el morro do Castelo, donde se encontraba el centro administrativo de la ciudad colonial.
Actualmente, además del monasterio, se encuentra en él el Colegio de São Bento, también administrado por los benedictinos. Existe un elevador que facilita el acceso peatonal a la cima del morro. 